# Stadtgarten (Remscheid)
Stadtgarten ist ein Stadtteil der kreisfreien Stadt Remscheid und liegt im Stadtbezirk Lennep. Die Einwohnerzahl betrug Ende des Jahres 2008 2.609. Die Fläche des Stadtteils ist 61 ha groß. Er grenzt im Osten an den Stadtteil Hackenberg.
Direkt zwischen Röntgen- und Teichstraße liegt der Prof.-Hermann-Platz, ein kleiner Park mit Spielplatz, Sitzbänken und angrenzendem Teich, der aus Quellen des ehemaligen Lennepebachs gespeist wird.

## Verkehr
Der Stadtteil Stadtgarten liegt westlich der Bundesstraße 51 (verläuft im Bergischen Land als L58) und hat dadurch einen direkten Anschluss an die Autobahnauffahrt RS-Lennep/RS-Lüttringhausen-Süd der A 1. Im öffentlichen Personennahverkehr ist der Stadtteil mit drei Haltestellen an das Busnetz der Stadt Remscheid angebunden. An den Haltepunkten Teichstraße, Röntgenstraße und Stadtgarten verkehrt die Linie 655.
| Linie | Linienverlauf                                                                                                |
| ----- | --- |
| 655   | Stadtpark – Remscheid Mitte – Zentralpunkt – Mixsiepen – Bökerhöhe – Lennep Mitte – Stadtgarten – Hackenberg |

## Waldfriedhof
Im Stadtteil Stadtgarten liegt der städtische Waldfriedhof Lennep. Der Friedhof grenzt an die Schwelmer und die Hackenberger Straße. Durch seinen großen Bestand an hohen Bäumen hat er einen parkähnlichen Charakter. Seine Fläche beträgt rund 34.000 m². Die erste Bestattung wurde 1938 durchgeführt.

## Schulen
An der Röntgenstraße liegt das nach Wilhelm Conrad Röntgen benannte Röntgen-Gymnasium.
Zudem gibt es direkt neben dem Röntgen-Gymnasium eine ehemalige Landwirtschaftsschule, die heute als eine weitere Außenstelle der „Musik- und Kunstschule Remscheid“ und für weitere Unterrichtsräume des Gymnasiums genutzt wird.

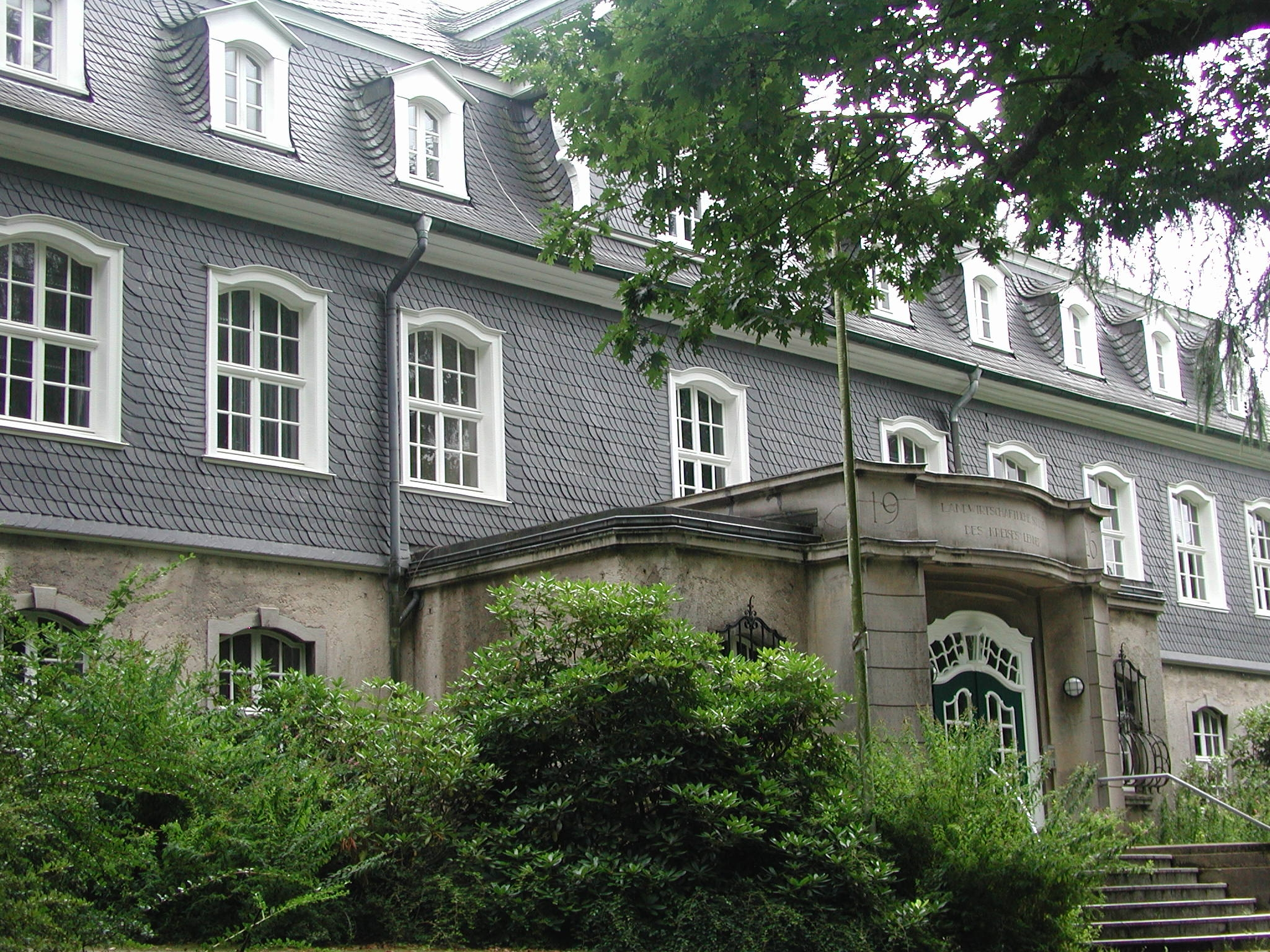
Ehemalige Landwirtschaftsschule in der Röntgenstraße
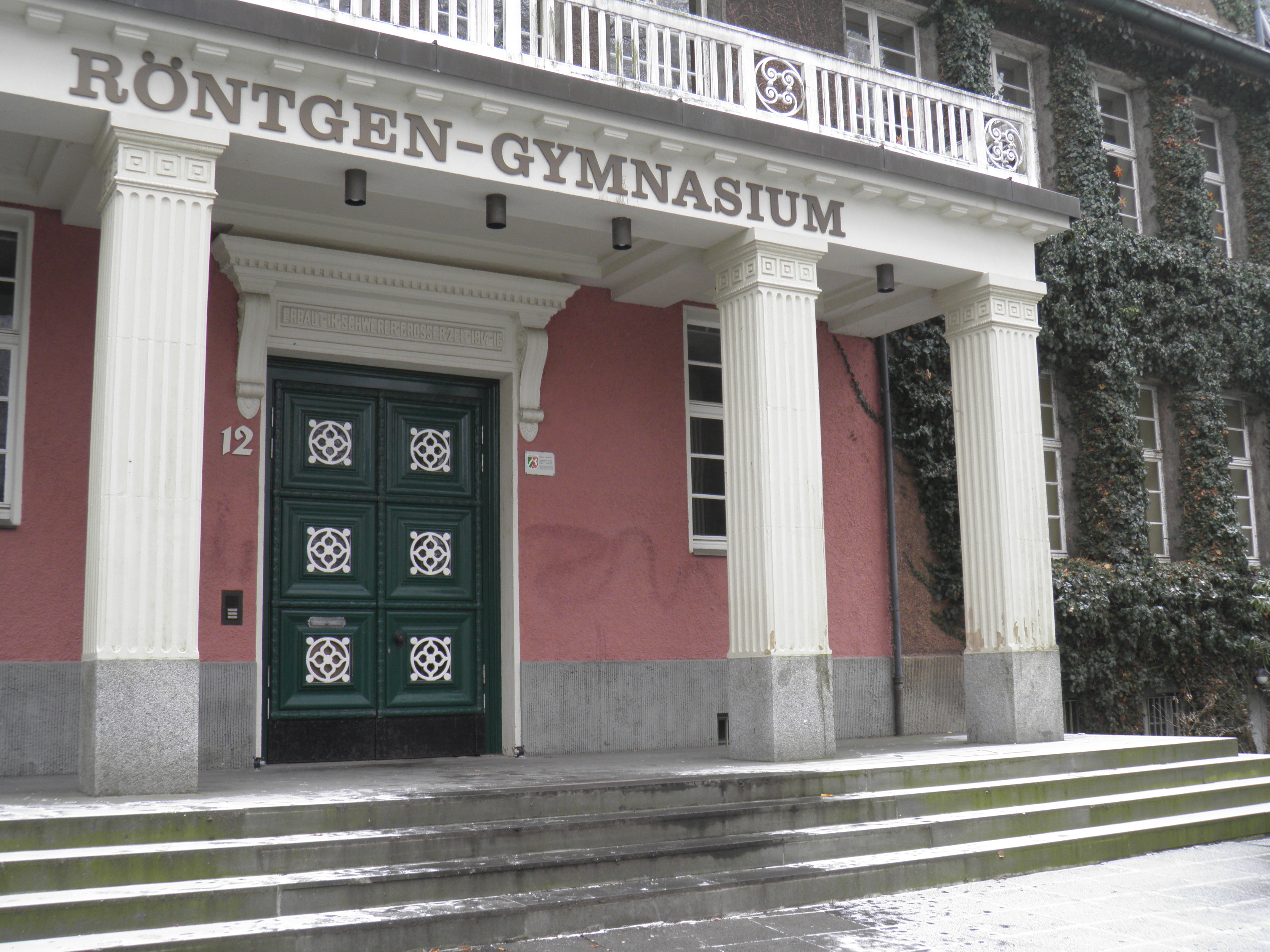
Röntgen-Gymnasium Portal